# Пелевіно (Калінінградська область)
Пелевіно (рос. Пелевино) — селище Німанського району, Калінінградської області Росії. Входить до складу Жилінського сільського поселення.
Населення —  8 осіб (2015 рік). 